# AK77
AK77 è un singolo del gruppo musicale italiano Linea 77, pubblicato il 29 marzo 2019 come primo estratto dal quinto EP Server sirena.

## Descrizione
Prodotto da The Bloody Beetroots, si tratta della prima pubblicazione del gruppo a distanza di quattro anni dall'uscita del settimo album Oh! e ha visto la partecipazione del rapper Salmo e del DJ producer Slait.

## Video musicale
Il video, diretto da Andrea Folino, è stato pubblicato l'8 maggio 2019 ed è un omaggio al film Full Metal Jacket di Stanley Kubrick, con i frontman Dade e Nitto interpretare rispettivamente il soldato Joker e Palla di Lardo e Salmo il ruolo del Sergente maggiore Hartman.

## Tracce
1. AK77 (feat. Salmo & Slait) – 3:04

## Classifiche
| Classifica (2019) | Posizione massima |
| ----------------- | ----------------- |
| Italia            | 88                |